# 曼古魯河
20°0′17.8848″S 48°46′54.0192″E / 20.004968000°S 48.781672000°E

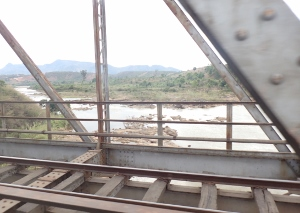

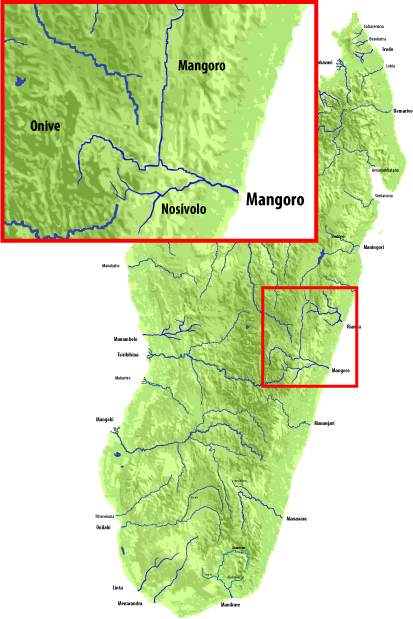

曼古魯河，是馬達加斯加的河流，位於該國東岸，處於阿那拉芒加區，最終注入印度洋，河道全長300公里，流域面積17,175平方公里，該河有少數鱷魚棲息。